# Fockstag

Fockstag.

Fockstag är en lina eller vajer som stöttar en segelbåts mast förifrån. Det är normalt fäst mellan förstäven och masttoppen. Finns flera försegel är fockstaget fäst en bit nedanför masttoppen - och istället finns ett toppstag till masttoppen.